# Perry Mason (serie televisiva)
Perry Mason è una serie televisiva statunitense andata in onda sulla CBS dal 1957 al 1966 che si rifà agli omonimi libri e personaggio di Erle Stanley Gardner.
È la serie televisiva giudiziaria (legal drama) più famosa della storia della televisione, tanto che il nome "Perry Mason" viene citato spesso come sinonimo, per antonomasia, di avvocato.

## Trama
Perry Mason, impersonato dall'attore Raymond Burr, è uno dei migliori avvocati di Los Angeles e accetta solo clienti della cui innocenza è convinto. Spesso riesce a dimostrare l'innocenza del proprio assistito smascherando in aula il vero colpevole: in tutta la sua carriera ha perso una sola causa - ep. 185, 1963: The Case of the Deadly Verdict - Verdetto di morte.
Gli altri personaggi della serie sono la sua segretaria Della Street (Barbara Hale), l'investigatore privato Paul Drake (William Hopper), il procuratore distrettuale Hamilton Burger (William Talman), con il quale si scontra in tribunale vincendo praticamente sempre, e il tenente di polizia Arthur Tragg (Ray Collins).

## Personaggi e interpreti
- Perry Mason (271 episodi, 1957-1966), interpretato da Raymond Burr.
- Della Street (271 episodi, 1957-1966), interpretato da Barbara Hale.
- Paul Drake (271 episodi, 1957-1966), interpretato da William Hopper.
- Tenente Arthur Tragg (236 episodi, 1957-1965), interpretato da Ray Collins.
- Hamilton Burger (228 episodi, 1957-1966), interpretato da William Talman.
- Sergente Brice (112 episodi, 1957-1966), interpretato da Lee Miller.

## Episodi
| Stagione         | Episodi | Prima TV USA | Prima TV Italia |
| ---------------- | ------- | ------------ | --------------- |
| Prima stagione   | 39      | 1957-1958    | settembre 1959  |
| Seconda stagione | 30      | 1958-1959    |                 |
| Terza stagione   | 26      | 1959-1960    |                 |
| Quarta stagione  | 28      | 1960-1961    |                 |
| Quinta stagione  | 30      | 1961-1962    |                 |
| Sesta stagione   | 28      | 1962-1963    |                 |
| Settima stagione | 30      | 1963-1964    |                 |
| Ottava stagione  | 30      | 1964-1965    |                 |
| Nona stagione    | 30      | 1965-1966    |                 |

## Film per la televisione
Dal 1985 fino al 1993, anno della morte di Raymond Burr, sono stati prodotti 26 film TV, trasmessi sulla NBC, che riprendono gli stessi personaggi e le stesse trame della serie originale, ma quasi tutti ambientati a Denver, dove Mason s'era trasferito.
A causa della morte di William Hopper, al posto di Paul Drake compare il figlio Paul Drake Jr. (William Katt). Dal 1989 il personaggio di Paul Drake Jr. è sostituito dall'investigatore avvocato Ken Malansky (William R. Moses). Barbara Hale rimarrà la segretaria Della Street.
1. Il ritorno di Perry Mason (Perry Mason Returns), regia di Ron Satlof (1985)
2. Perry Mason e la novizia (Perry Mason: The Case of the Notorious Nun), regia di Ron Satlof (1986)
3. Perry Mason: Assassinio in diretta (Perry Mason: The Case of the Shooting Star), regia di Ron Satlof (1986)
4. Perry Mason: Per un antico amore (Perry Mason: The Case of the Lost Love), regia di Ron Satlof (1987)
5. Perry Mason: Lo spirito del male (Perry Mason: The Case of the Sinister Spirit), regia di Richard Lang (1987)
6. Perry Mason: La signora di mezzanotte (Perry Mason: The Case of the Murdered Madam), regia di Ron Satlof (1987)
7. Perry Mason: Morte di un editore (Perry Mason: The Case of the Scandalous Scoundrel), regia di Christian I. Nyby II (1987)
8. Perry Mason: Un fotogramma dal cielo (Perry Mason: The Case of the Avenging Ace), regia di Christian I. Nyby II (1988)
9. Perry Mason: La donna del lago (Perry Mason: The Case of the Lady in the Lake), regia di Ron Satlof (1988)
10. Perry Mason: Arringa finale (Perry Mason: The Case of the Lethal Lesson), regia di Christian I. Nyby II (1989)
11. Perry Mason: Partitura mortale (Perry Mason: The Case of the Musical Murder), regia di Christian I. Nyby II (1989)
12. Perry Mason: Campioni senza valore (Perry Mason: The Case of the All-Star Assassin), regia di Christian I. Nyby II (1989)
13. Perry Mason: Furto d'autore (Perry Mason: The Case of the Poisoned Pen), regia di Christian I. Nyby II (1990)
14. Perry Mason: Crimini di guerra (Perry Mason: The Case of the Desperate Deception), regia di Christian I. Nyby II (1990)
15. Perry Mason: Morte a tempo di rock (Perry Mason: The Case of the Silenced Singer), regia di Ron Satlof (1990)
16. Perry Mason: Una ragazza intraprendente (Perry Mason: The Case of the Defiant Daughter), regia di Christian I. Nyby II (1990)
17. Perry Mason: Va in onda la morte (Perry Mason: The Case of the Ruthless Reporter), regia di Christian I. Nyby II (1991)
18. Perry Mason: Omicidio sull'asfalto (Perry Mason: The Case of the Maligned Mobster), regia di Ron Satlof (1991)
19. Perry Mason: La bara di vetro (Perry Mason: The Case of the Glass Coffin), regia di Christian I. Nyby II (1991)
20. Perry Mason: Scandali di carta (Perry Mason: The Case of the Fatal Fashion), regia di Christian I. Nyby II (1991)
21. Perry Mason: L'arte di morire (Perry Mason: The Case of the Fatal Framing), regia di Christian I. Nyby II (1992)
22. Perry Mason: Morte di un dongiovanni (Perry Mason: The Case of the Reckless Romeo), regia di Christian I. Nyby II (1992)
23. Perry Mason: Fiori d'arancio (Perry Mason: The Case of the Heartbroken Bride), regia di Christian I. Nyby II (1992)
24. Perry Mason: Elisir di morte (Perry Mason: The Case of the Skin-Deep Scandal), regia di Ron Satlof (1993)
25. Perry Mason: L'ospite d'onore (Perry Mason: The Case of the Telltale Talk Show Host), regia di Christian I. Nyby II (1993)
26. Perry Mason: Il bacio che uccide (Perry Mason: The Case of the Killer Kiss), regia di Christian I. Nyby II (1993)

### A Perry Mason Mystery
Dopo la morte di Raymond Burr sono stati prodotti altri quattro film TV, con il titolo A Perry Mason Mystery. Al posto di Perry Mason l'avvocato protagonista è Anthony Caruso (Paul Sorvino) nel primo film e William McKenzie (Hal Holbrook) negli altri tre. Rimangono gli attori William R. Moses (Ken Malansky) e Barbara Hale (Della Street).
Nei film si fa intendere che Perry Mason si trova fuori città.
1. Perry Mason: Poker di streghe (A Perry Mason Mystery: The Case of the Wicked Wives), regia di Christian I. Nyby II (1993)
2. Perry Mason: Serata con il morto (A Perry Mason Mystery: The Case of the Lethal Lifestyle), regia di Helaine Head (1994)
3. Perry Mason: Dietro la facciata (A Perry Mason Mystery: The Case of the Grimacing Governor), regia di Max Tash (1994)
4. Perry Mason: Il caso Jokester (A Perry Mason Mystery: The Case of the Jealous Jokester), regia di Vincent McEveety (1995)